# Münchener Freiheit
A Münchener Freiheit vagy gyakran simán csak Freiheit 1980-ban alapított német pop-rock együttes, amely München városának egyik tere után kapta a nevét (melynek jelentése müncheni szabadság). 2016-tal bezárólag 19 német nyelvű stúdióalbumuk jelent meg, ebből négy aranylemez státuszt ért el, valamint három angol nyelvű nagylemezt is kiadtak. Az együttes a Neue Deutsche Welle mozgalom képviselője.
Angol nyelvterületen legismertebb slágerük az 1988-as "Keeping the Dream Alive", amely a brit kislemezlistán 14. helyig jutott, de hazájukban olyan dalaik is sikeresek lettek, mint az "Ohne dich (schlaf ich heut Nacht nicht ein)", a "Tausendmal du" vagy a "Herz aus Glas".

## Tagok
- Tim Wilhelm
- Aron Strobel
- Michael Kunzi
- Alex Grünwald
- Rennie Hatzke

### Korábbi tagok
- Stefan Zauner
- Freddie Erdmann
- Günter Stolz

## Diszkográfia

### Stúdióalbumok német nyelven
- Umsteiger (1982)
- Licht (1983)
- Herzschlag einer Stadt (1984)
- Traumziel (1986)
- Fantasie (1988)
- Purpurmond (1989)
- Liebe auf den ersten Blick (1992)
- Energie (1994)
- Entführ' mich (1996)
- Schatten (1998)
- Freiheit die ich meine (2000)
- Wachgeküsst (2002)
- Zeitmaschine (2003)
- Geile Zeit (2004)
- XVII (2007)
- Eigene Wege (2007)
- Ohne Limit (2010)
- Mehr (2013)
- Schwerelos (2016)

### Stúdióalbumok angol nyelven
- 1987: Romancing in the Dark
- 1988: Fantasy
- 1990: Love is No Science